# Louis-Antoine Garnier-Pagès

Louis-Antoine Garnier-Pagès

Louis-Antoine Garnier-Pagès (* 16. Februar 1803 in Marseille; † 31. Oktober 1878 in Paris) war Mitglied der französischen provisorischen Regierung von 1848.

## Leben
Louis Antoine Garnier-Pagès, Halbbruder des Étienne Joseph Louis Garnier-Pagès, war beim Ausbruch der Julirevolution Handelsmakler in Paris, leitete den Barrikadenbau im Stadtviertel St.-Avoye, widmete sich aber dann gänzlich den Handelsgeschäften, bis der Tod seines Bruders 1841 ihn veranlasste, in die politische Laufbahn einzutreten.
In die Deputiertenkammer gewählt, schloss er sich der äußersten Linken an. Doch beteiligte er sich weniger an den politischen Prinzipfragen als an den Geschäfts- und Finanzfragen. Erst bei der Reformagitation 1847 trat er als einer der tätigsten Führer der Linken auf. Nach der Februarrevolution 1848 wurde er zum Maire von Paris und zum Mitglied der provisorischen Regierung ernannt und begann seine Wirksamkeit damit, dass er das sogen. Recht der Arbeiter auf Arbeit proklamierte.
Am 5. März zum Finanzminister ernannt, erwirkte er von der Bank von Frankreich gegen Verpfändung von Staatsforsten eine Anleihe von 230 Millionen Frank, indem er den Bankzetteln Zwangskurs verlieh, vertagte die Einlösung der Schatzscheine, die fast zwei Drittel der schwebenden Schuld bildeten, nahm auch den Rest derselben, Sparkasseneinlagen im Betrag von 350 Mill., für die Bedürfnisse des Staats in Anspruch, indem er Rückzahlungen nur zum Belauf von 100 Fr. gestattete und für das übrige Schatzscheine oder Rentenbriefe ausstellte, erhöhte die direkten Steuern um 45 Proz. und vermied durch diese und ähnliche, freilich höchst unpopuläre Maßregeln wenigstens die drohende finanzielle Krisis.
Kurz darauf wurde er in den Vollziehungsausschuss gewählt, der an die Stelle der provisorischen Regierung trat, aber schon nach sechs Wochen durch die Diktatur Louis Eugène Cavaignacs verdrängt wurde. Von da an wieder einfacher Abgeordneter, stimmte er mit dem gemäßigteren Teil der demokratischen Partei, nahm aber auch jetzt fast nur an der Erörterung finanzieller Fragen teil.
In die Gesetzgebende Versammlung nicht mehr gewählt, zog er sich ins Privatleben zurück und widmete sich teils industriellen Unternehmungen, teils der Abfassung der ausführlichen Histoire de la révolution de 1848.
Im März 1864 wurde er wieder von einem Pariser Wahlbezirk in den Gesetzgebenden Körper gewählt, wo er sich der kleinen, aber gefürchteten Oppositionspartei beigesellte. Nach dem Sturz des Kaiserreichs im September 1870 wurde G. Mitglied der provisorischen Regierung, hatte aber an deren Handlungen nur einen geringen Anteil. Bei den Wahlen vom 8. Febr. wurde er nicht in die Nationalversammlung gewählt und ließ sich seiner geschwächten Gesundheit halber in Cannes nieder. Sein großes Werk über die Februarrevolution ergänzte er durch die Histoire de la Commission exécutive (1869–72, 2 Bände) und L'Opposition et l'Empire (1873, 2 Bände).

## Werk
- Histoire de la révolution de 1848, erschienen von 1860–1872.